# Torsketjärnen
Torsketjärnen är en sjö i Partille kommun i Västergötland och ingår i Göta älvs huvudavrinningsområde.